# Горный кривоклювый пересмешник
Горный кривоклювый пересмешник (лат. Oreoscoptes montanus) — вид птиц семейства пересмешниковых. Единственный представитель рода Oreoscoptes. Распространён в Северной Америке.

## Описание
Горный кривоклювый пересмешник — певчая птица среднего размера, длиной 20—23 см и массой от 40 до 50,3 г. Самцы несколько крупнее самок, различий в окраске оперения нет. Верхняя часть тела тусклого коричневато-серого цвета, с более тёмными центрами перьев, образующими нечёткие полосы. Голова с характерным рисунком, образованным беловатым надбровьем, бледной линией за кроющими ушей и беловатой скуловой областью, окаймлённой чёрной полосой по бокам горла. Крылья более коричневые, чем спина, с двумя узкими беловатыми полосами и бледными нижними краями. Хвост коричневого цвета, средние перья немного бледнее, наружные рулевые перья и белыми кончиками. Нижняя часть тела грязновато-белая, с чёткими прожилками тёмно-коричневых пятен. Кроющие перья подхвостья бурые, без отметин. Клюв короткий, прямой, чёрного цвета, с сероватым подклювьем, основание подклювья от тускло-бледно-желтоватого до розоватого. Радужная оболочка от лимонно-жёлтого до янтарного цвета. Оперение взрослых особей одинаково в течение всего года, но бока становятся бледно-коричневыми осенью (свежее оперения), а в изношенном оперении значительно менее выражены прожилки на брюхе. 

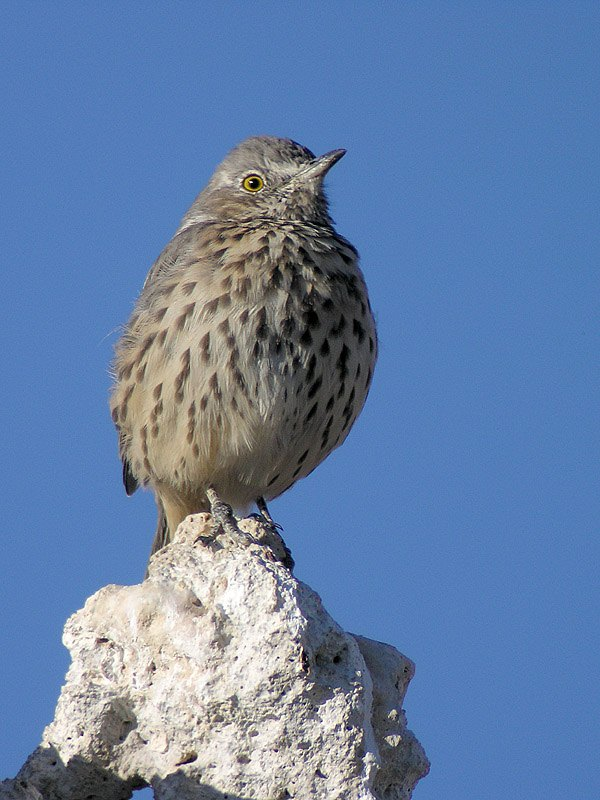
Молодая особь

Молодые особи похожи на взрослых, но верхняя часть тела более бледная, с чёткими тёмными прожилками, а нижняя — с менее отчётливым прожилками, чем у взрослых.

## Распространение и места обитания
Горный кривоклювый пересмешник гнездится на западе Северной Америки, от юга Канады до севера Аризоны и Нью-Мексико. Зимой  мигрирует в самые южные районы США и Мексики, включая полуостров Калифорния.
Естественной средой обитания в районах размножения являются густые заросли полыни, реже кустарниковые заросли.
Обычно ищет пищу на земле. Летом питается в основном насекомыми. В состав рациона входят также ягоды, доля которых возрастает в зимние месяцы.
Гнездо в виде чашечки из веток сооружается в низком кустарнике. В кладке 4—5 яиц. В насиживании кладки и выкармливании птенцов принимают участие оба родителя.